# Ramon Peypoch i Pich
Ramon Peypoch i Pich (Barcelona, 1898 - 1984) fou un enginyer químic, periodista i polític català. Pare d'Irene Peypoch i Mani.

## Biografia
Estudià peritatge químic i fou president de l'Escola Catalana Mossèn Cinto. Simpatitzant dels moviments catalanistes i d'esquerra, des de 1922 va militar a Acció Catalana, de la qual seria secretari general. El 1926 va participar en la fundació de la revista Ciència, de la qual fou director de 1926 a 1933. El 1935 fou nomenat gerent de La Publicitat i el 1929 va fundar la Societat de Química de Catalunya, antecessora de la Societat Catalana de Ciències Físiques, Químiques i Matemàtiques de l'Institut d'Estudis Catalans.

Durant la Guerra civil espanyola fou membre del Consell d'Economia de Catalunya. Després de la guerra civil el 1939 s'exilià a França. S'establí a Tolosa de Llenguadoc, on fou representant de la Junta d'Auxili als Republicans Espanyols (JARE), i després a Grisòlas.
El 1942 marxà cap a Mèxic. Allà va fundar una empresa de fabricació d'articles de cautxú. Membre actiu de la Comunitat Catalana de Mèxic, el 1944 fou membre del Consell Tècnic de la Junta Española de Liberación, es va unir al pacte Galeusca i al Consell Nacional de Catalunya a Londres.
Endemés fou secretari de l'Institut de Cultura Catalana de Pere Bosch i Gimpera i dirigí la revista Vida Catalana (1945-1946) en castellà, amb la finalitat de divulgar la qüestió catalana entre els mexicans. El 1953 representà Acció Catalana a la Conferència Nacional Catalana de ciutat de Mèxic.
També fou un dels principals promotors de la construcció dins de les instal·lacions de l'Orfeó Català de Mèxic de la Sala Guimerà, pensada inicialment per estrenar-hi teatre en català. Tornà a Catalunya l'any 1974.